# Gerald Thomas Flynn
Gerald Thomas Flynn (Racine, 7 de octubre de 1910 - Racine, 14 de mayo de 1990) fue un político y abogado estadounidense. Se desempeñó como miembro de la Cámara de representante de Estados Unidos por Wisconsin.

## Biografía
Nació en 1910 en una granja en el Condado de Racine, cerca de Racine, Wisconsin. Asistió a una escuela primaria rural y a la escuela secundaria de Racine. Se graduó de la Facultad de Derecho de la Universidad de Marquette en 1933. Fue admitido en el colegio de abogados en 1933 y comenzó a ejercer la abogacía en Racine, Wisconsin. Se desempeñó como delegado en las Convenciones Nacionales Demócratas en 1940, 1944, 1948, 1952, 1956 y 1960. Se desempeñó como miembro del Senado del estado de Wisconsin desde 1950 hasta 1954.
Flynn fue elegido demócrata en el 86.º Congreso (3 de enero de 1959 – 3 de enero de 1961), representando al 1.er distrito congresional de Wisconsin. Fue candidato sin éxito a la reelección en 1960 al 87.º Congreso y a la elección en 1962 al 88.º Congreso. Después de la política, reanudó el ejercicio de la abogacía. Fue residente de Racine, Wisconsin hasta su fallecimiento allí el 14 de mayo de 1990.